# Белобрюхий султаноносный голубь
Белобрюхий султаноносный голубь, или острохохлый каменный голубь (лат. Geophaps plumifera) — вид птиц из семейства голубиных. Эндемик Австралии, обитает в полузасушливых и засушливых пустынных районах севера, центра, северо-запада и северо-востока континента. Небольшой голубь, длиной до 23,5 см и с размахом крыльев 30—35 см, с буровато-рыжей полосатой окраской, хорошо маскирующей его на фоне песчаного грунта и скал австралийских полупустынь и пустынь.
Держатся эти птицы небольшими группами в саваннах и редколесьях, в основном среди кочек травы триодии и других высоких трав, вблизи постоянных водоёмов. Летают неохотно и на небольшие расстояния, предпочитая передвигаться по земле. Живут оседло. Питаются семенами трав, которые собирают в основном рано утром, до наступления жары, и поздно вечером, когда она спадает. Размножаются круглый год, но наиболее активно весной и летом во время сезона дождей, когда в местах их обитания наибольшее количество пищи. Гнёзда устраивают на земле, выкапывая небольшие углубления, которые выстилают травой. В кладке два яйца кремового цвета, которые насиживают оба родителя в течение двух с половиной недель. Выкармливают птенцов четыре—шесть недель. Различают три подвида, распространённых каждый на своей, изолированной от других части ареала и внешне отличающихся в основном цветом брюшка — у одного оно рыже-бурое, в тон всего остального оперения, у двух других полностью белое, из-за чего и возникло название вида. Вид в настоящее время достаточно обычный, опасность для него представляет чрезмерный выпас скота в местах его обитания. Раньше этих птиц часто содержали в неволе, сейчас содержат редко.

## Описание
Белобрюхий султаноносный голубь — небольшой, плотного телосложения голубь с в целом округлой формой тела, масса тела составляет 67—125 г, общая длина тела 20,0—23,5 см, размах крыльев 30—35 см. Половой диморфизм не выражен, за исключением того, что самцы немного крупнее самок: масса самцов составляет 67—125 г, самок — 70—120 г, длина крыла у самцов 10,0—11,9 см (в среднем около 11,1—11,4 см), у самок — 10,0—11,6 см (в среднем 10,9—11,1 см), длина хвоста — 6,0—7,5 см (6,4—6,9 см) и 5,5—7,4 см (6,2—6,7 см) соответственно. Клюв у птиц обоих полов примерно одинаковой длины — 17—20 мм (в среднем 18—19 мм), цевка у обоих 21—27 мм (23—24 мм) в длину. Несмотря на различия в размерах, визуально самцы и самки, как правило, трудно различимы.

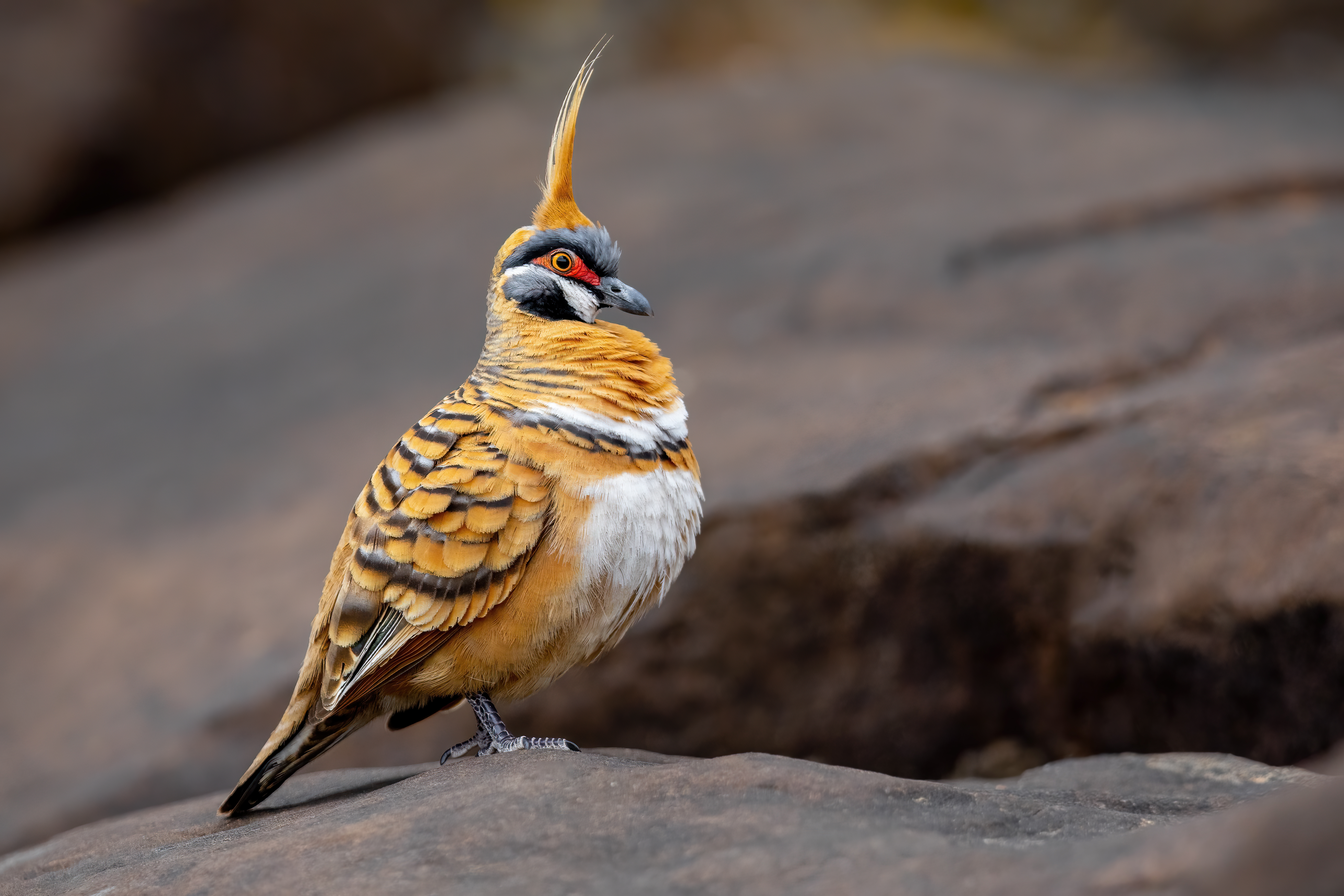
Общий внешний вид взрослого белобрюхого султаноносного голубя

Оперение рыжевато-бурое с тонкими чёрными поперечными полосами на крыльях и спине. Лоб и макушка серые; середина темени до затылка рыжевато-бурая с неровной серой каймой по бокам. На вершине головы длинный, прямой, тонкий, заостренный хохолок, рыжевато-коричневый с более бледным охристо-жёлтым кончиком. Когда птица находится на земле он обычно поднят вверх, в полёте он прижат к шее и у летящей птицы незаметен. От основания надклювья до боков затылка проходит изогнутая вверх над глазом чёрная линия, окаймляющая сверху ярко-красную неоперённую уздечку и простирающаяся до кроющих перьев уха. Подбородок, горло и скуловая полоса чёрные, в передней части области щёк крупные белые треугольные пятна. Нижние кроющие уха чёрные, резко переходят в серый цвет на верхних кроющих уха. Верхняя часть груди рыжевато-бурая, перья по бокам с чёрными субтерминальными полосами и с серыми основаниями, придающими фестончатый вид; широкая белая полоса поперек груди окаймлена снизу рыжевато-коричневой полосой с перьями бледно-серыми у оснований с чёрной субтерминальной полосой; бока груди до боков и бедра бледно-рыжие. Брюшко у подвида Geophaps plumifera ferruginea полностью рыже-бурое в тон основного цвета оперения, а у подвидов Geophaps plumifera plumifera и Geophaps plumifera leucogaster от нижней части груди до подхвостья брюхо чисто-белое.
Нижняя часть кроющих перьев хвоста тёмно-коричневато-серая с белыми краями и центральными рыжими кончиками; нижние кроющие крыла и нижняя сторона маховых перьев рыжие. Задняя часть шеи и спина рыжевато-бурые, перья с субтерминальной бледной коричневато-серой полосой, создающей полосатый вид. Перья спины, лопаточные и третьестепенные маховые серые с субтерминальной чёрной полосой и широкими рыжевато-коричневыми краями, создающими интенсивно полосатый вид; крестец и верхние кроющие хвоста темные рыжевато-коричневые, перья с широкими более светлыми краями, создающими слегка фестончатый вид. Верхние кроющие крыла рыжевато-коричневые, с субтерминальной чёрной полосой и с бледно-серыми основаниями, создающими интенсивно полосатый вид; самые внешние первостепенные маховые тёмно-коричневые, переходящие в рыжевато-коричневые на внутренних опахалах по направлению к основаниям; внутренние первостепенные маховые и внешние второстепенные рыжевато-бурые с широкими тёмно-коричневыми кончиками и тонкими желтовато-бурыми краями на внешних опахалах; внутренние второстепенные маховые перья коричневые с металлически переливающимися пурпурно-фиолетовым и бронзово-зелёным цветами на внешних опахалах по направлению к кончикам. Хвост короткий, закруглённый, сверху преимущественно бурый, снизу серо-чёрный, центральные рулевые перья землисто-коричневые, остальные с черноватыми вершинами. Клюв от серо-чёрного до чёрного цвета, иногда со светлым кончиком. Радужная оболочка глаза у подвидов G. p. plumifera и G. p. leucogaster жёлтая, а у G. p. ferruginea от оранжевого до розовато-красного цвета. Ноги тёмные от фиолетово-серого до фиолетово-коричневого цвета. Сезонных изменений в окраске оперения не происходит.

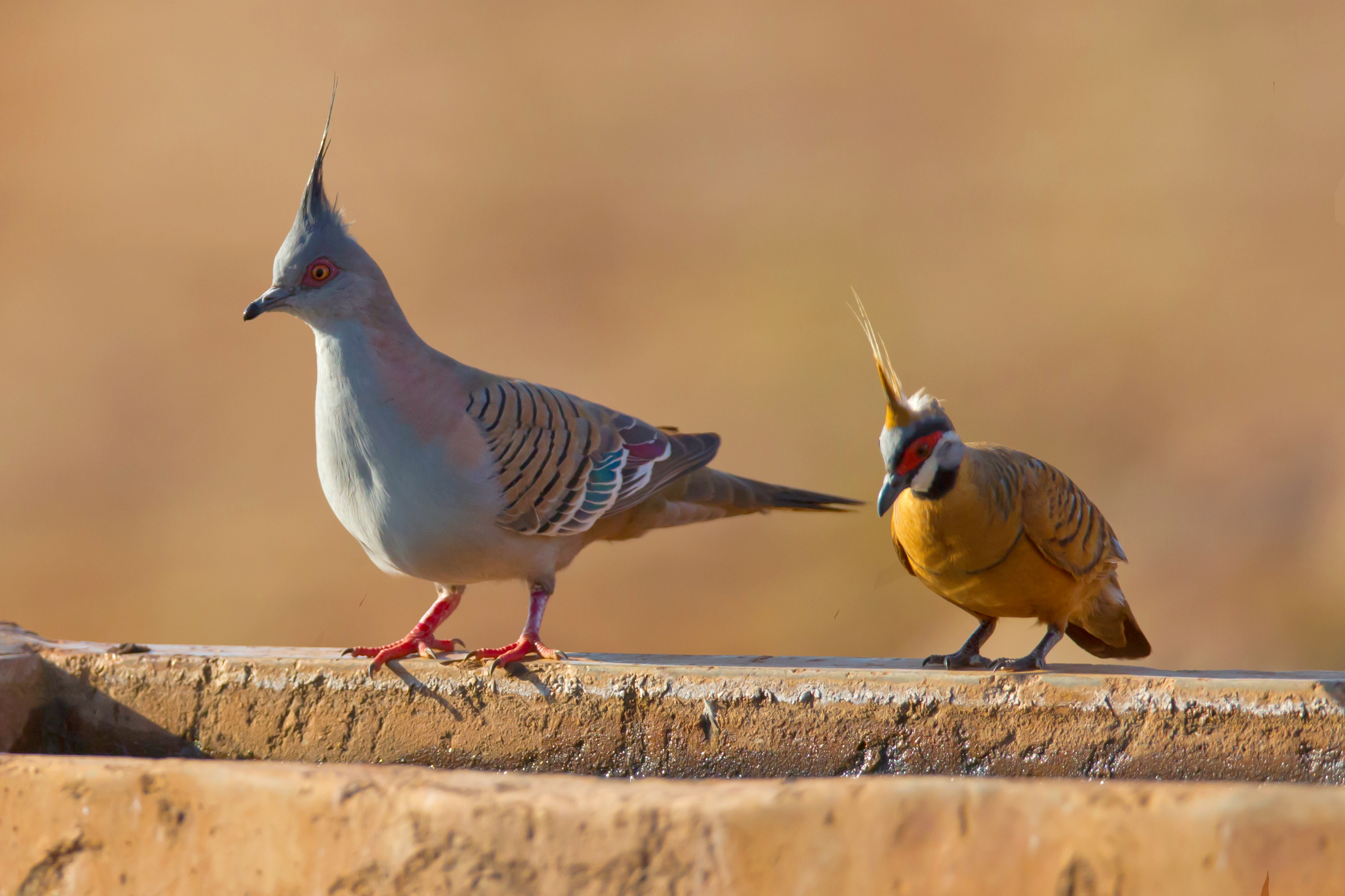
Белобрюхий султаноносный голубь (справа) и обитающий в тех же местах более крупный хохлатый бронзовокрылый голубь

У молодых птиц голова и шея в основном рыжевато-коричневые, без лицевого рисунка взрослых, за исключением чёрной полосы над глазом и разбросанных белых и чёрных перьев на коричневом горле и боках шеи; хохолок короче, чем у взрослых. Передняя часть головы до затылка рыжевато-коричневая со скрытыми бледно-серыми основаниями перьев; перья чёрной надглазной линии с рыжевато-коричневыми кончиками; полоса неоперённой кожи, проходящая от клюва вокруг глаз до области уха, желтовато- или охристо-коричневая с розовым оттенком. Верхняя часть тела до верхних кроющих хвоста в основном коричневая со слегка чешуйчатым рыжим рисунком, образованным рыжими краями перьев, и переливающимися тёмными полосами; верхние кроющие перья крыла светло-рыжевато-коричневые с более тёмными коричневыми крапинками на второстепенных кроющих и бледными полосами на более крупных кроющих; переливчатость на второстепенных маховых перьях отсутствует. Нижняя часть тела светло-охристо-коричневые с нечёткой грязно-белой полосой на груди; нижние кроющие хвоста светло-коричневые с нечеткими полосами более темного коричневого цвета; радужная оболочка глаз тёмно-коричневая (по другим сведениям, зеленовато-жёлтая); клюв бордово-коричневый; ноги розово-коричневые.
От двух других видов своего рода, куропаткового и гологлазого каменных голубей, белобрюхий султаноносный голубь отличается преимущественно более мелкими размерами и рыжевато-бурой окраской оперения с заметными чёрными полосами на спине и кроющих крыла и длинным стоячим хохолком на голове. Оба этих вида голубей более крупные (общая длина 28—32 см у первого и 24—28 см у второго) и окрашены темнее — у них серо-бурое оперение с белыми боками, а главное отличие — у них нет хохолков на голове. Другой австралийский голубь с вертикальным заостренным хохолком на голове — хохлатый бронзовокрылый голубь (Ocyphaps lophotes), широко распространённый почти по всему континенту и встречающийся в том числе и в тех же местах, что и белобрюхий султаноносный, отличается гораздо более крупными размерами (общая длина 31—35 см и масса до 287 г) и светло-серой окраской оперения.

### Поведение
Полёт белобрюхого султаноносного голубя достаточно слабый, похож на полёт перепела, быстрый и прямой с быстрыми взмахами крыльев, чередующимися со скольжением на горизонтально распростёртых крыльях (планированием). При взлёте с земли птицы громко хлопают крыльями, далее происходит несколько быстрых взмахов крыльев, за которыми следует скольжение на загнутых вниз крыльях на некоторое расстояние, а затем снова взмахи крыльев, которые сменяются скольжением. Белобрюхие султаноносные голуби не летают на большие расстояния. Однако однажды наблюдали как одна птица, когда её вспугнули на открытой поросшей травой местности, пролетела не менее 500 м немного вниз по склону.

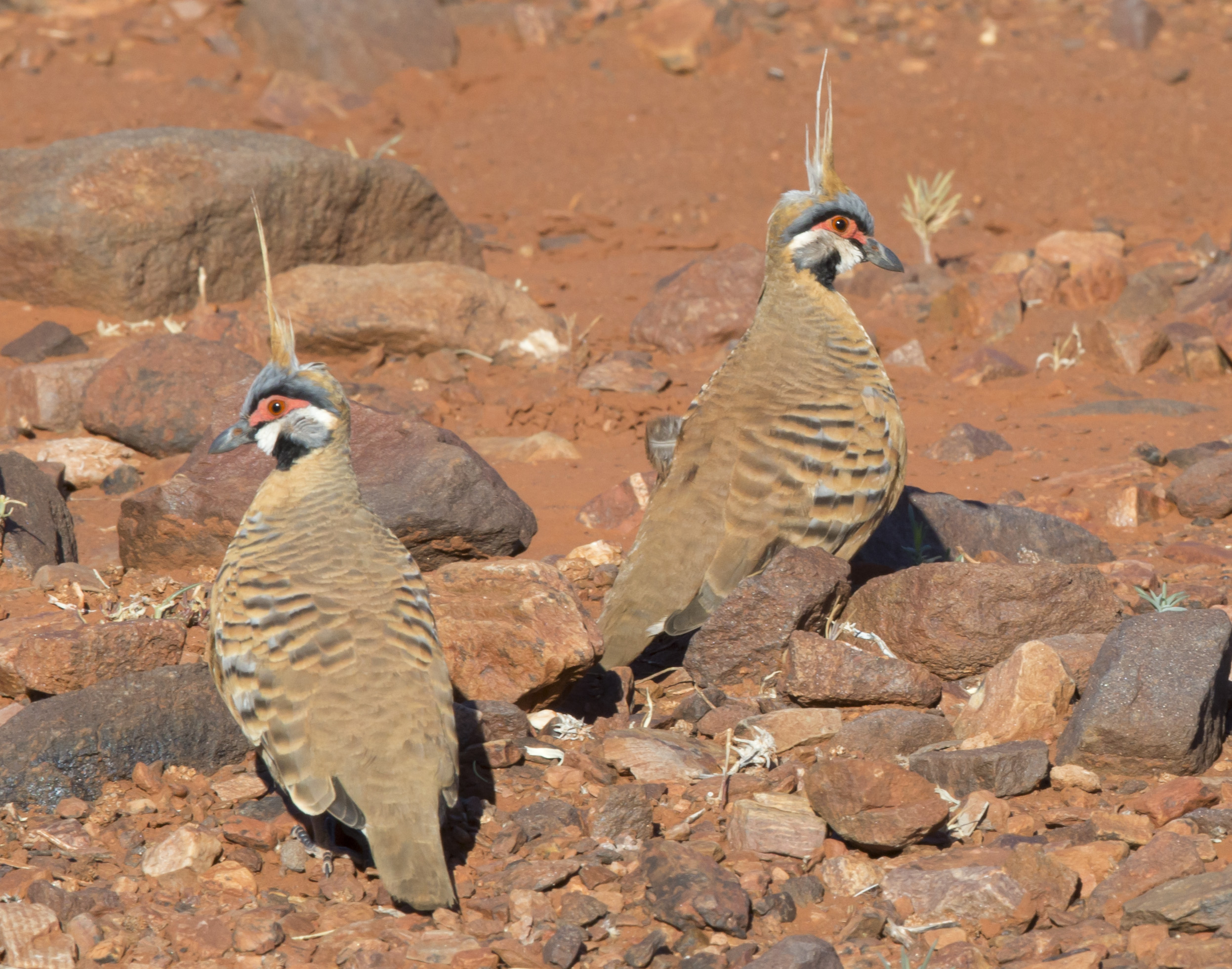
Рыжеватая окраска хорошо маскирует белобрюхих султаноносных голубей на фоне грунта и скал австралийских пустынь

Ведут исключительно наземный образ жизни. Для защиты от хищников они полагаются на окраску своего оперения в буровато-рыжих тонах, маскирующую их на фоне пустынного песка и камней, и передвижения по земле, убегая при приближении к ним, а не взлетая. Приближающегося человека птицы, как правило, не боятся и не улетают до тех пор, пока он не приблизится к ним на очень близкое расстояние. При приближении эти голуби затаиваются, замирая в настороженной позе. Если в этот момент они находятся в зарослях травы, то тени от её стеблей визуально сливаются с полосами на кроющих перьях крыльев, что очень эффективно маскирует голубей.
Помогает маскироваться и высокий тонкий хохолок, который визуально сливается с высокими стеблями травы. И только почти в последний момент они взлетают в воздух. Если они находятся на открытой местности и к ним приближаются с холма, стая немедленно взлетает и рассеивается, но если они сами находятся на холме и к ним приближаются снизу, стая обычно держится вместе и убегает, прежде чем улететь. Приземлившись, голуби сразу начинают бежать, прячась среди травы. Было обнаружено несколько мест, где, как и перепела, члены стаи, по-видимому, ночевали вместе плотной группой, всегда вблизи скал, на которых можно было бы укрыться при опасности, или под кустом, помёт и рыже-бурые перья были расположены внутри и вокруг небольших скоплений маленьких углублений, вырытых на песке.
Белобрюхие султаноносные голуби обычно довольно доверчивы и могут стать очень ручными в городах или на станционных фермах, прилетая кормиться в сады или подбирать рассыпанное зерно вокруг загонов для птиц. На территорию аэропорта Виттенум в регионе Пилбара в Западной Австралии каждый день прилетала стая из примерно 50 птиц, они проходили под сетчатым ограждением, пили воду из капающего крана у входа в терминал, а затем искали семена на небольшой лужайке. Когда из прибывавшего самолёта высаживались пассажиры, голуби просто уходили, обходили здание терминала, пролезали под забор и возвращались на соседнюю травянистую равнину.
Приветствуя друг друга, самец и самка покачивают или сотрясают головой. Это же движение является и угрозой другим особям. Птица приседает, опускает голову и прижимает хохолок, после чего делает выпады вперёд, тряся клювом и головой. Иногда эти птицы демонстрируют эффектный поклон, при котором хвост расправлен веером, сложенные крылья подняты, а зрачки сужены. Блестящие пятна второстепенных маховых перьев вспыхивают, в то же время становятся видны чёрные внешние перья хвоста. Эта демонстрация не всегда направлена на других особей и может быть просто элементом самоутверждения.
Наблюдения показали, что в неволе сидящие на гнезде взрослые птицы, реагируя на опасность, пытаются обороняться, в то время как в дикой природе при приближении хищников они покидают гнездо, оставляя яйца или птенцов.

### Вокализация
У белобрюхого султаноносного голубя сложный репертуар издаваемых звуков, который включает призывные и демонстрационные звуки, контактные звуки, сигналы тревоги и сигналы угрозы. В целом звуки варьируются от мягкого имеющего высокий тон воркования «куу» или «куулуу-куу» до глубокого «куу-р-р-р». Демонстрационное воркование довольно разнообразно и служит для обозначения присутствия воркующей птицы на большом расстоянии, а также для установления локального контакта между находящимися на удалении членами стаи. Для контакта используются два звука, которые могут быть произведены по отдельности или как фраза: первый — двусложное «ку-вуу» с протяжной второй частью, второй звук одинарный. Эти звуки довольно мягкие, глубокие и меланхоличные. Продолжительность первого из них составляет около 0,5 секунды, второго — около 0,2 секунды. Они издаются серией, интервалы между призывами составляют 0,8—1,0 секунды. Для демонстрации на большем расстоянии первый звук повторяется четыре или пять раз с интервалом около 0,2 секунды, при этом последний звук громкий и четкий. Немного более высокий по тону, этот призыв напоминает «ку-вуу…ку-вуу…ку-вуу…ку-вуу…куу» с сильным акцентом на последнем слоге.
Сигнал тревоги — низкое «куу-уу» без видимого раздувания шеи. При угрозе быстро повторятся «куу», которое напоминает рычание, а при опасности — звук, напоминающий кудахтанье. При демонстративном поведении, включающем поклоны, издается многосложное «куу», которое описывается как довольно мелодичное «уу… куур(уа)-куур(уа)» или «куу… уур(уу)-уур(уу)», при этом (уа) или (уу) обозначают слышимое втягивание воздуха, которое следует за звуком, издаваемым в нижней части каждого покачивания тела. Этот звук, который резче и менее меланхоличен, чем единственный звук в контактном призыве, длится 0,4 секунды и в сочетании с покачиваниями тела повторяется с интервалом около 0,5 секунды.

## Ареал и места обитания

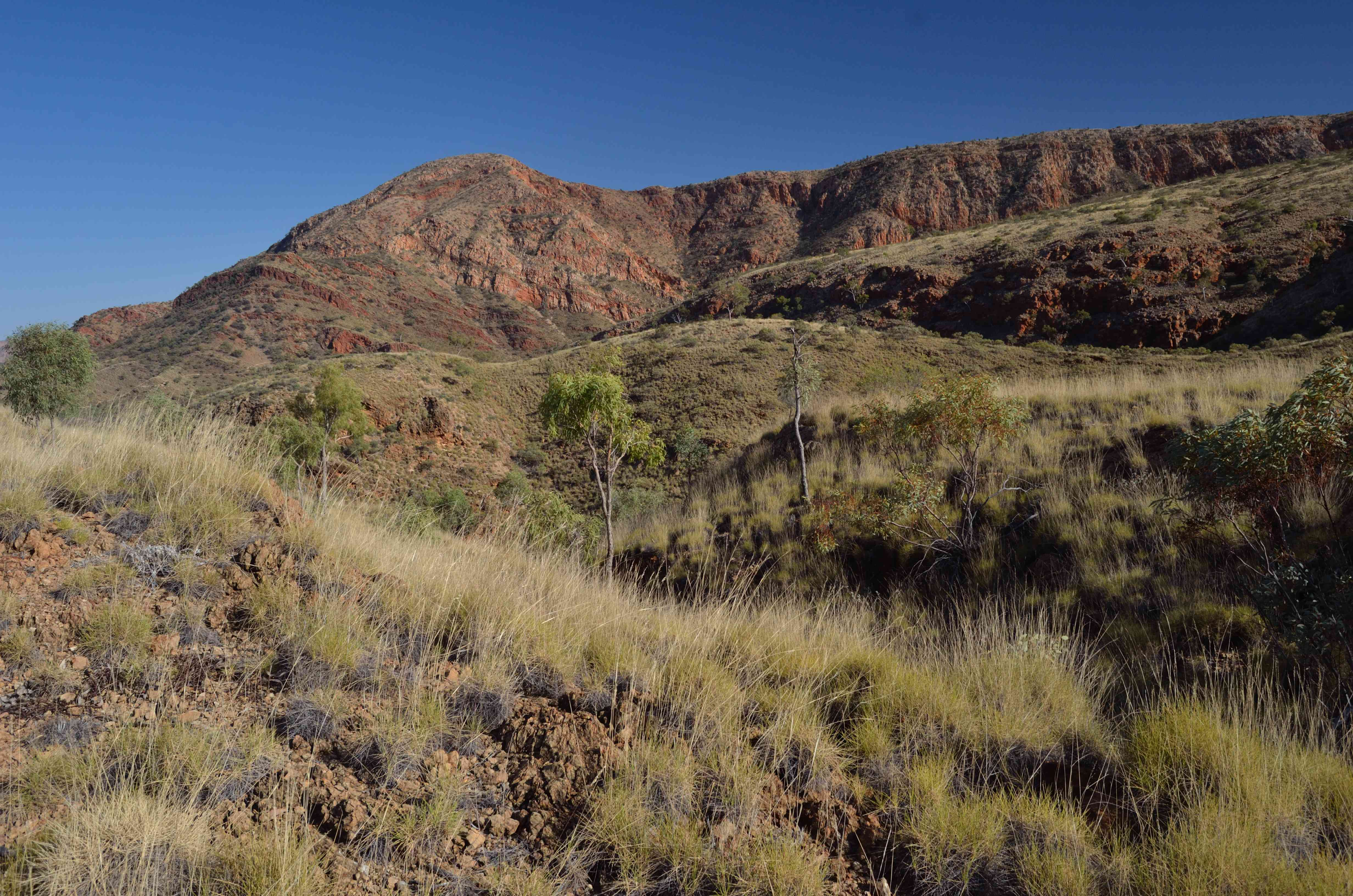
Места обитания белобрюхого султаноносного голубя в центральной Австралии

Австралийский тропический саванно-полупустынный и пустынный вид. Белобрюхий султаноносный голубь встречается на большей части засушливой и полузасушливой северной и центральной Австралии, проникая на юг примерно до 28° южной широты, до северо-восточных окраин Большой пустыни Виктория. На запад распространён до индоокеанского побережья на полуострове Норт-Уэст-Кейп и в его окрестностях, на восток — до примерно 145° восточной долготы, западных предгорий Большого Водораздельного хребта в центральной части Квинсленда, на север проникает примерно до 14° южной широты, встречаясь на юге полуострова Арнем-Ленд. Однако ареал вида разорван, он разделен на три крупные части, на каждой из которых обитает свой подвид.
Белобрюхий султаноносный голубь обитает в скалистых и каменистых засушливых и полузасушливых местообитаниях: на скалистых холмах, в гористых местностях, ущельях, сухих каменистых руслах ручьев и близлежащих каменистых равнинах. Он населяет местности, где часто бывает очень жарко днём и холодно ночью, значительные сезонные колебания количества осадков и длительные периоды сильной засухи. Встречается преимущественно в местообитаниях, содержащих образующие кочки травы-злаки из рода триодия. Эти травы могут образовывать обширные площади лугов, в том числе подлесок низкой открытой саванны и редколесий из деревьев Allocasuarina decaisneana, эвкалиптов и акаций Acacia aneura. Хотя считается, что белобрюхий султаноносный голубь придерживается местностей, поросших триодией, в некоторых районах его редко можно увидеть среди этой травы и он предпочитает другие типы разреженных лугов. Предпочитает районы, где есть сочетание триодии и скалистых хребтов, и менее всего распространён на равнинах с песчаной почвой. Это, вероятно, связано с различиями в доступности поверхностных вод. На равнинных песчаных местностях водоёмы встречаются редко и никогда не бывают постоянными, в то время как на пересечённой каменистой местности они обычно сохраняются в разбросанных каменных лужах или местах, где грунтовые воды просачиваются на поверхность. В некоторых частях каменистых хребтов в центральной Австралии эти голуби многочисленны в местах, где обильно произрастают кустарники акации, кассии и простантеры с почвенным покровом, в котором преобладают однолетние травы, но нет триодии.

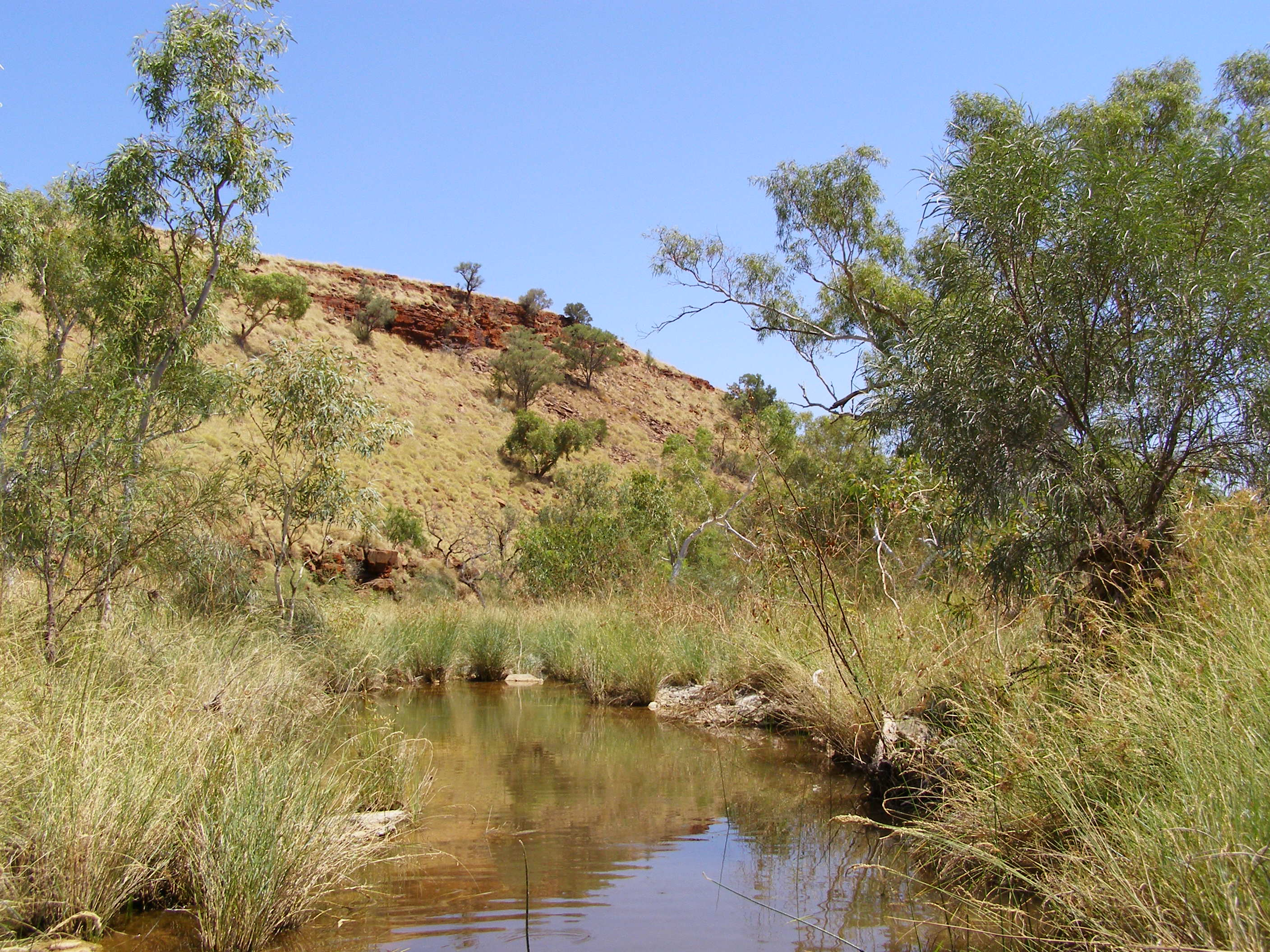
Водоём на хребте Хамерсли, Пилбара, Западная Австралия

В Западной Австралии белобрюхие султаноносные голуби обитают на открытых или слегка залеснённых лугах на скалистых холмах или каменистых равнинах около водоёмов, наиболее многочисленны они здесь на хребте Хамерсли в регионе Пилбара. На хребте Кеннеди в том же регионе они встречаются в редколесьях из Acacia aneura, произрастающих на не каменистой почве, с подлеском из однолетних трав и злаков. Эти птицы обычны по всей Пилбаре, за исключением безводных пустынь на её крайнем востоке, где предпочитают слегка залеснённые луга, особенно заросли триодии в каменистых или скалистых местностях около воды и являются самыми многочисленными голубями в холмистых местностях, в то время как на большинстве равнин их превосходят по численности хохлатые бронзовокрылые голуби и бриллиантовые полосатые горлицы.
Вокруг урбанизированных территорий встречается редко, однако встречается в естественных местообитаниях, занятых людьми, и по крайней мере один раз питался кормом, которым кормили домашнюю птицу.

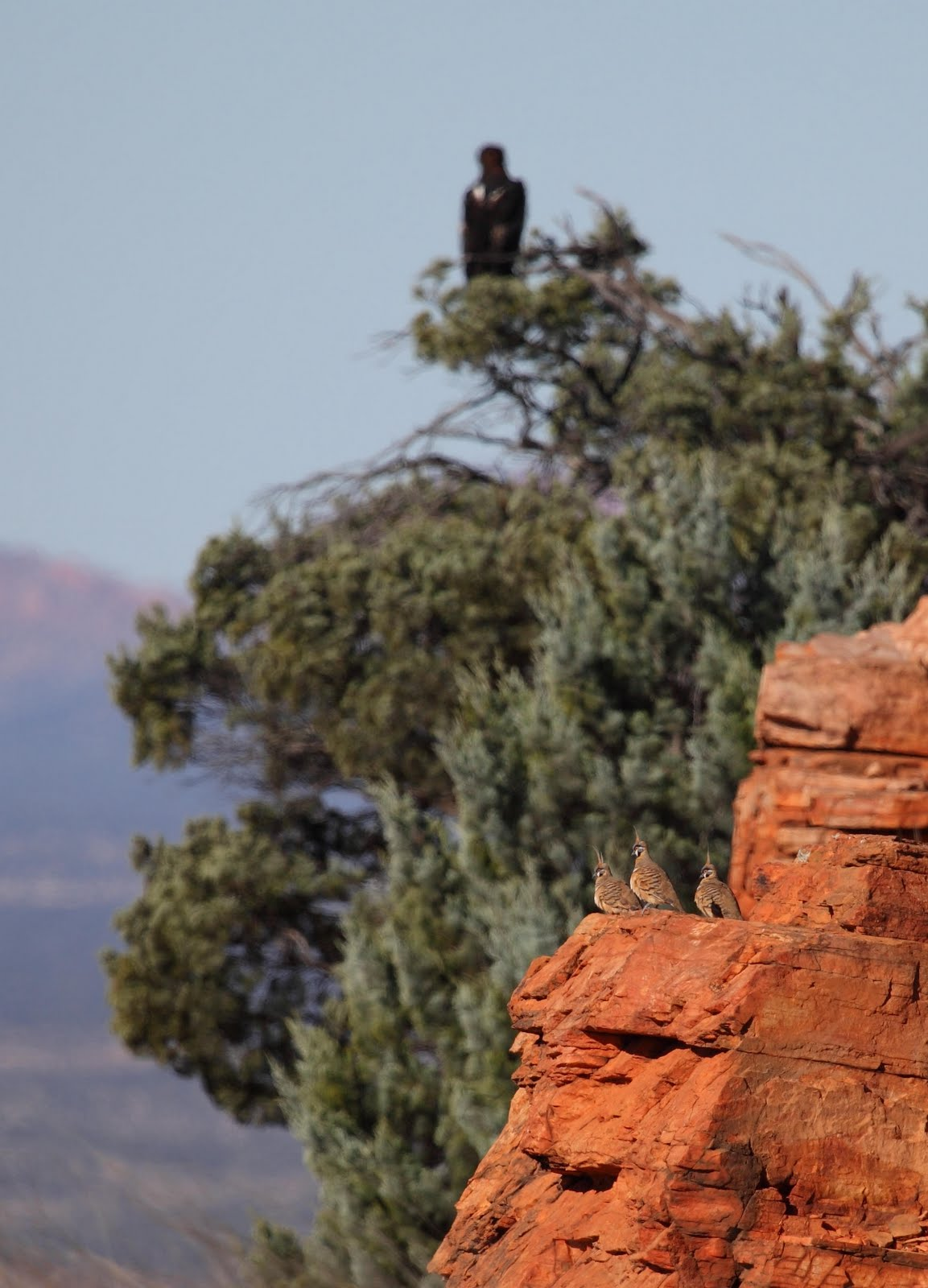
Группа белобрюхих султаноносных голубей на уступе скалы

Не мигрируют на большие расстояния в поисках воды (в отличие, например, от обитающих в тех же местах попугаев), им требуются постоянные водоёмы поблизости от мест обитания и кормления. Использует как естественные, так и искусственные источники воды, включая водопои, водотоки и поилки для скота. Постоянные водоёмы важны для этих птиц не только как источники воды. На их влажных берегах, даже в районах, где дожди могут не выпадать в течение 10 лет, могут произрастать растения, семенами и луковицами которых питаются голуби.
Белобрюхий султаноносный голубь обитает в суровых пустынных условиях и испытывает значительный водный и тепловой стресс. Его ареал включает одно из самых жарких мест на Земле, Марбл-Бар в Западной Австралии, где температура воздуха в тени днём превышает +38 °C до 160 дней в году. В жаркие дни они часто находятся под прямыми солнечными лучами, подвергаясь воздействию температуры выше +40 °C в течение 10 часов. Они могут отдыхать на земле в течение часа, когда температура достигает +62…+65 °C, не проявляя никаких признаков беспокойства. Белобрюхие султаноносные голуби обладают набором поведенческих и физиологических адаптаций, позволяющих им справляться с длительными периодами очень высоких летних температур в засушливых регионах центральной, северной и западной Австралии. Поведенчески они минимизируют воздействие экстремальных температур, добывая пищу в затенённых местах поздним утром и укрываясь в расщелинах между камнями или под кустами и кочками травы в самое жаркое время дня. Физиологические адаптации включают скорость основного метаболизма — на 32 % ниже, чем у птиц сопоставимого размера. Кроме того, у них высокая верхняя критическая температура в +45 °C и голуби могут безболезненно переносить температуры, приближающиеся к +50 °C. Кроме того, у них низкая потребность в воде, в среднем они получают 18,4 мл в день, причём 83,5 % от этого общего количества воды поступает в организм в результате питья, почти всё остальное — в результате метаболической выработки воды, поскольку потребление воды из поглощаемой пищи низкое. Хотя некоторые птицы, по-видимому, не пьют каждый день, эти голуби зависят от доступа к постоянным источникам воды, и маловероятно, что они смогли бы выжить при отсутствии постоянного источника воды. Поэтому белобрюхие султаноносные голуби обычно обитают в непосредственной близости от постоянных водоёмов. Способность этих голубей выдерживать высокие температуры окружающей среды является комбинацией низкой выработки тепла телом, способности увеличивать неиспарительные потери тепла за счёт гипертермии и повышенной сухой теплопроводности, а также относительно высокой потери воды за счёт испарения.

## Образ жизни

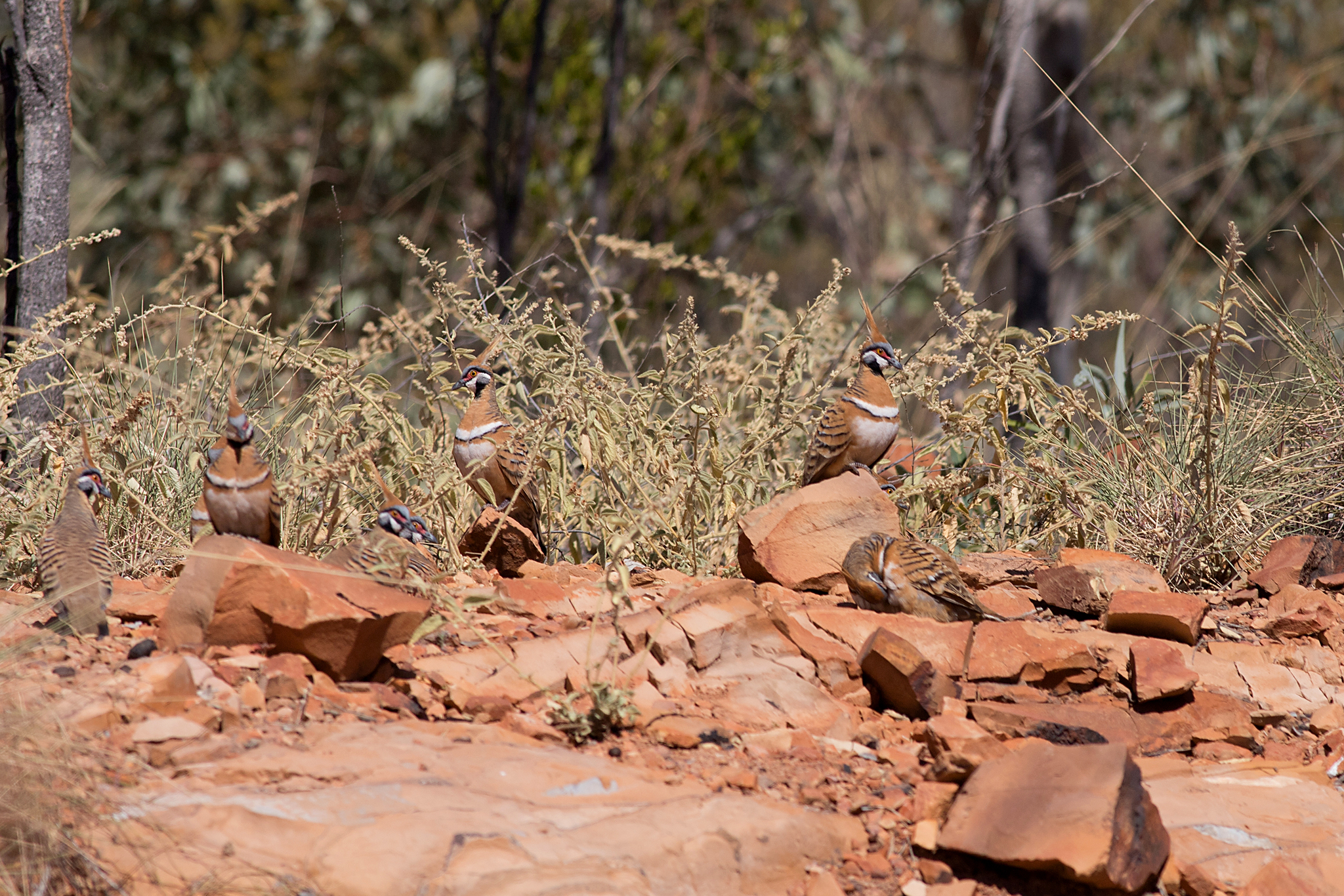
Белобрюхие султаноносные голуби живут небольшими, до двадцати особей, группами

Белобрюхий султаноносный голубь является стайным видом, ведущим оседлый образ жизни. Держится вблизи постоянных водоёмов, от которых не удаляется дальше, чем на несколько километров. Вне сезона размножения эти птицы чаще всего встречаются небольшими группами, состоящими из 4—20 птиц, но иногда могут собираться в более крупные стаи — до 50—150 особей. Скопления в более крупные стаи происходят при благоприятных сезонных условиях, с распадением на более мелкие и рассеиванием птиц при менее благоприятных условиях, а также когда численность популяций увеличивается. Стаи, по-видимому, имеют постоянные участки обитания и постоянны по составу. Птицы группами перемещаются к местам кормежки и водопоя и обратно. Предполагается, что отдельные особи могут перемещаться между стаями, однако как часто они это делают, неизвестно.
Чаще всего голубей можно увидеть собравшими небольшими группами для питья вокруг водоёмов до и во время самых жарких часов дня около середины утра и полудня. Изредка во время засухи они могут собираться у водопоев в крупные скопления, которые могут насчитывать до около 400 птиц. Однако при этом отдельные группы голубей не смешиваются и после питья улетают обратно на места своего постоянного обитания.
Среди врагов белобрюхого султаноносного голубя крупные змеи, например, оливковый питон, также предпочитающий скалистые местообитания. Из паразитов в оперении этих птиц обнаружены пухоеды Columbicola wombeyi в перьях крыльев и виды родов Campanulotes и Coloceras в перьевом покрове остальной части тела.

## Питание

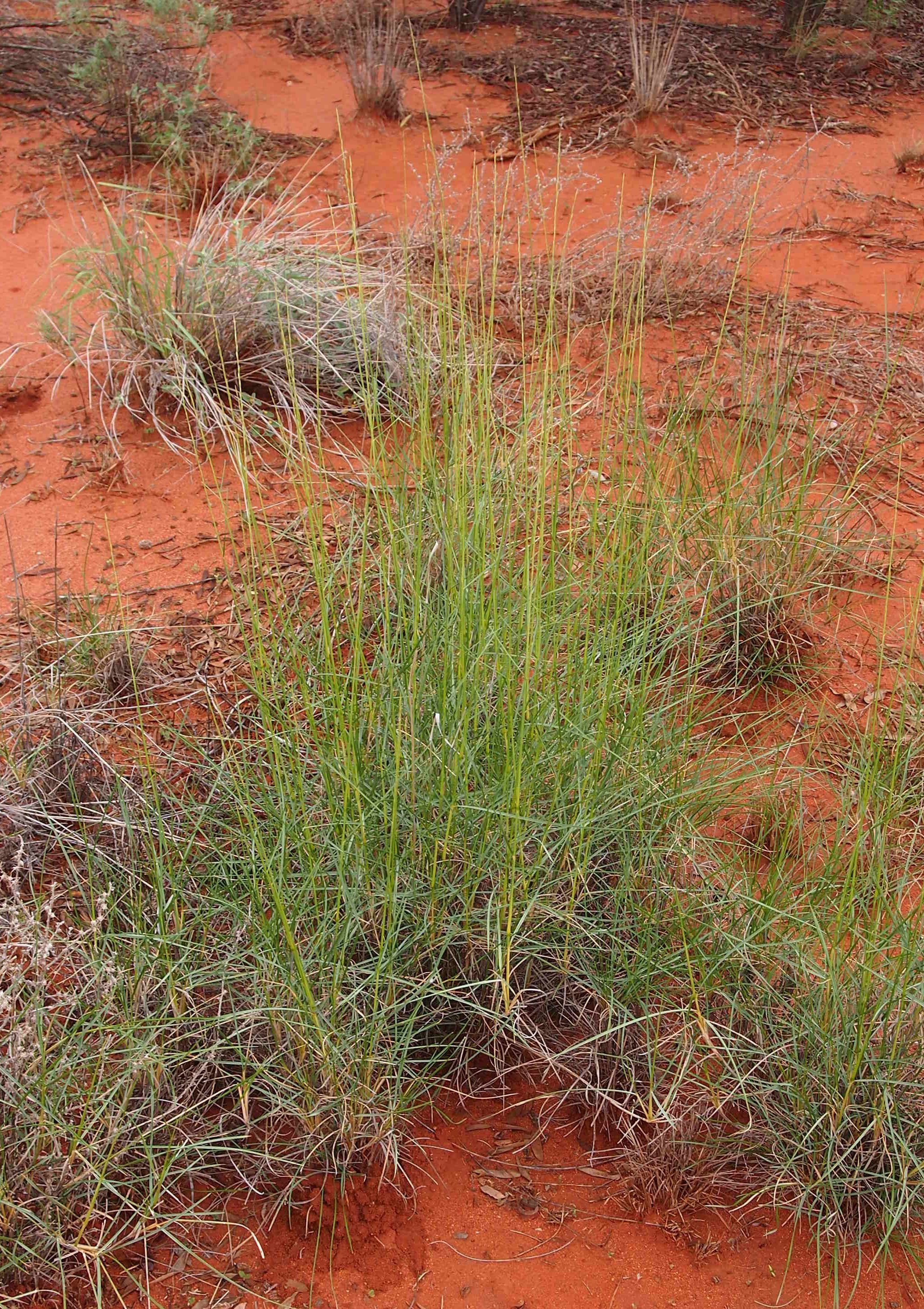
Кочки травы Triodia pungens

Почти полностью зерноядный вид. Белобрюхий султаноносный голубь уникален среди многих других пустынных птиц тем, что он является оседлым видом, специализирующимся на засушливых местообитаниях, поросших травой триодией. Эти птицы способны переносить экстремальные условия, а доступность засухоустойчивых дающих семена растений сильно варьируется в зависимости от сезонных условий, часто существенно снижаясь в периоды продолжительной засухи.
Кормятся голуби на земле, поодиночке, парами или небольшими стаями, собирая семена, склёвывая зелёные части растений и насекомых, в основном на обнаженных участках земли между кочками травы и иногда на пересохших каменистых водотоках или на сухих берегах водоёмов. Поиски пищи происходят главным образом рано утром и поздно вечером, в основном до полудня, в более прохладое время дня в непосредственной близости от водоёмов.
Рацион почти полностью состоит из семян засухоустойчивых злаков и других травянистых растений, а также кустарников и деревьев. Беспозвоночные и зелёные части растений входят в рацион в очень малых количествах. Семена и другая растительная пища составляют более 99 % общего объёма съеденного на протяжении всего года, кроме февраля, когда значительно (до 42 % рациона) может возрастать количество поедаемых насекомых, в первую очередь термитов Drepanotermes, которые во множестве появляются на поверхности земли после дождя. Кроме термитов голуби могут поедать долгоносиков, ночных бабочек, муравьев, комаров, куколок насекомых. Зелёные части растений составляют не более 2 % общего объёма пищи. Наибольшую долю рациона (около 32—37 %) составляют семена злаков, в первую очередь травы Triodia pungens, семена которой могут составлять 25 % общего объёма. Другим важным для голубей кормом являются семена клеоме Cleome viscosa, на которые может приходится 24 % рациона. Кроме того, голуби поедают семена молочая Euphorbia tannensis и филлантуса Phyllanthus maderaspatensis, которые вместе могут составлять 8 % общего объёма пищи. Остальную часть рациона составляют семена других растений, среди которых злаки Dactyloctenium radulans, Enneapogon polyphyllus, просо Panicum decompositum, сорго Sorghum plumosum, споробол Sporobolus australasicus и щетинник Setaria surgens, бурхавия раскидистая (Boerhavia diffusa), вьюнок Convolvulus erubescens, бахромчаторыльник Fimbristylis cardiocarpa, индигофера Indigofera colutea, сыть Cyperus bulbosus (поедаются её луковицы), клоповник Lepidium rotundum, молочай Euphorbia australis, моллюго Mollugo molluginis, истод Polygala rhinanthoides, лебеда Atriplex elachophylla, тефрозия Tephrosia eriocarpa, Halgania cyanea, Trichodesma zeylanicum, пшеница мягкая, Sauropus trachyspermus, различные виды хвостовки, сорго, клевера, амаранта, акации, эвкалипта, полевички, росички, ежовника, лядвенца, тефрозии, гомфрены, псоралеи, канатника, родов Calandrinia, Enneapogon и Rottboellia. Поедают также семена и луковицы осок. Всего в рационе белобрюхих султаноносных голубей семена и зелёные части растений, принадлежащих к по меньшей мере 46 родам из 24 семейств.

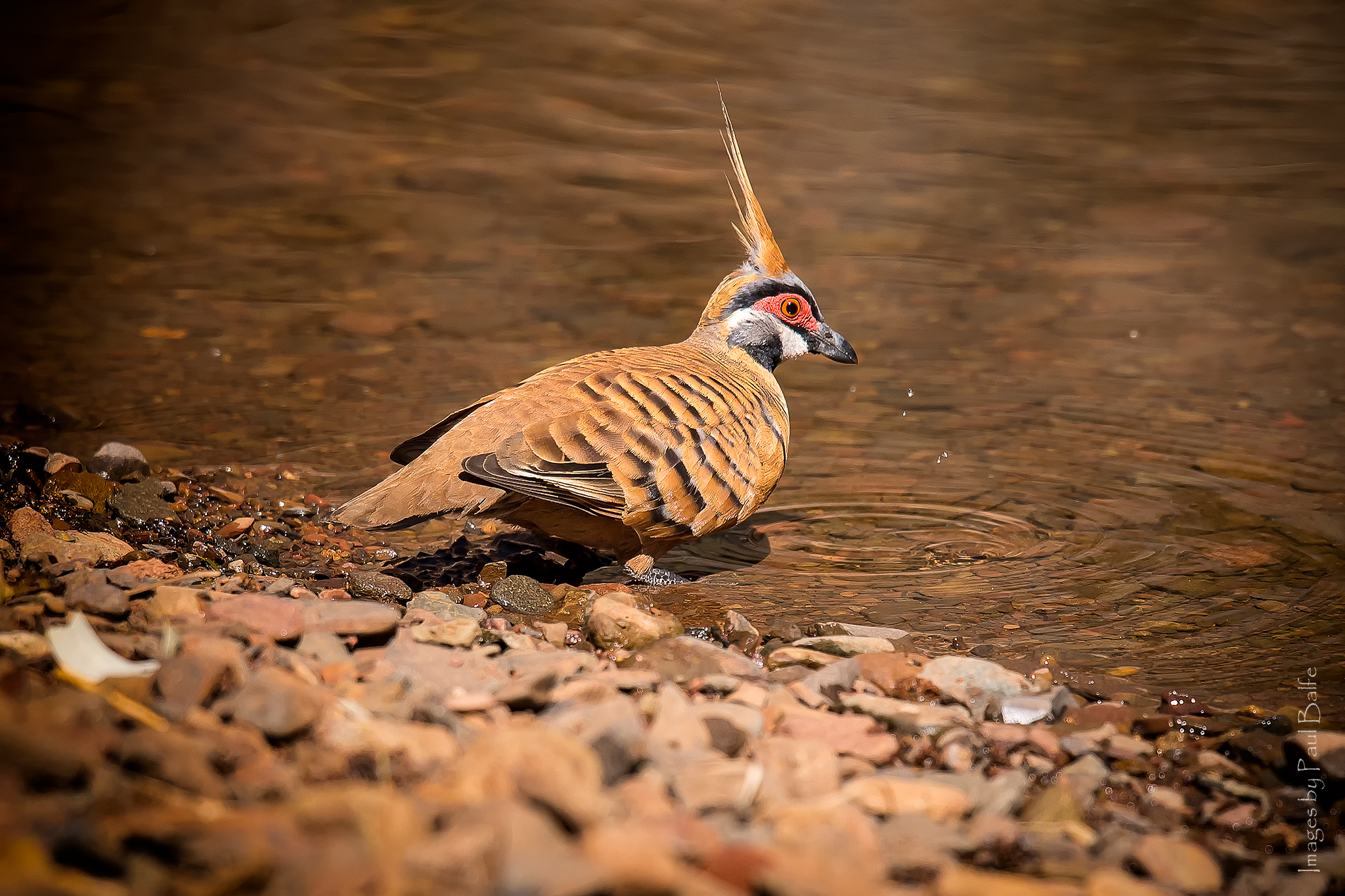
Белобрюхий султаноносный голубь на водопое

Однако состав рациона вида может отличаться в разных частях ареала. Так, на хребте Кеннеди на крайнем западе материка более 65 % общего объёма пищи составляют семена филлантуса, ещё около 13 % — семена акации, а семена злаков, в том числе триодии, составляют всего 3,8 % рациона. В то же время, на хребте Грегори на самом северо-востоке ареала большую часть съеденных семян злаков составляют семена хвостовки, около 14 % — семена каперсов, примерно 11 % могут составлять семена эвкалиптов, 9 % — семена акации, а вот семена клеоме — всего 2,4 %. На северо-западе, на хребте Гранта, 51 % рациона приходится на семена злаков, среди которых преобладает сорго, 17 % — на семена различных бобовых, в основном видов рода тефрозия и Desmodium filiforme. В некоторых местах наиболее важными кормовыми растениями могут быть злаки Enneapogon polyphyllus, семена которого могут составлять почти 22 % общего объёма пищи, Mnesithea formosa, до 11 % рациона, либо Eriachne ciliata. Значительную роль в питании могут играть и семена деревьев, которые они также как и семена трав собирают с земли. Например, в некоторых местах семена акации могут составлять до 33 % объёма поедаемой пищи, в других — до 26 % составляют семена эвкалиптов.
Воду белобрюхие султаноносные голуби пьют обычно один раз в день, иногда через день, а в некоторых случаях могут пить дважды в один день или даже чаще. Чтобы добраться до водоёма, они могут преодолевать более 2 км. На водопой голуби могут прибывать в течение всего дня, без четко выраженных пиков активности, хотя и с небольшим увеличением частоты посещений в середине дня (по другим данным, эти птицы на водопой приходят обычно с 10:00 до 11:00 часов). На водопое они не проявляют особой осторожности в отличие от обыкновенных бронзовокрылых голубей, с которыми они делят большинство водопоев. Группа уверенно бежит к водопою, и когда он появляется в поле зрения, ведущие птицы могут остановиться, чтобы осмотреться, но чаще они, не колеблясь, бегут прямо к кромке воды, где пьют, выстраиваясь в беспорядочную линию.

## Размножение

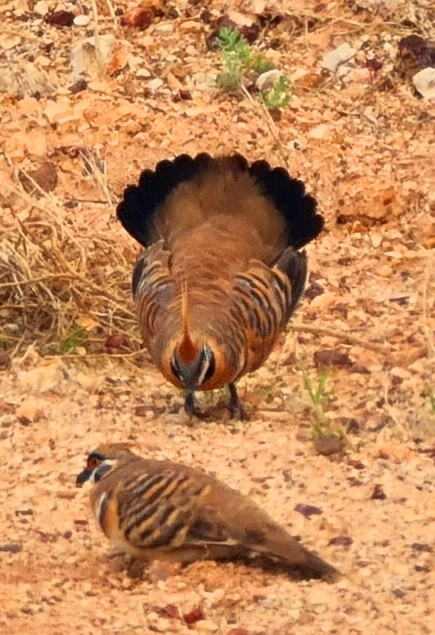
Воркуя при ухаживании за самкой, самец наклоняется вперёд и поднимает распущенный хвост

В целом, размножение происходит в течение всего года, однако наиболее интенсивно весной и летом — с августа по январь — во время сезона дождей, в пиковые периоды атмосферных осадков, что связано с увеличением в это время количества пищи. В Западной Австралии яйца откладываются круглогодично, однако в Кимберли на севере штата в основном осенью, а в регионе Пилбара — зимой и весной. На Северной территории эти голуби размножаются во все месяцы, кроме февраля и июля, на время откладки яиц влияют осадки, особенно на юге штата. В западном Квинсленде размножение происходит в январе—мае на севере и в августе—октябре на юге. Сперматогенез у самцов происходит круглый год, но осенью и зимой на его максимальной стадии находится меньше птиц, чем в другие сезоны, минимальное его развитие в мае, а максимальное — в декабре. Никаких региональных различий в сроках репродуктивного цикла нет, что указывает на то, что обычно пик размножения приходится на весну и лето, однако на него сильно влияет количество атмосферных осадков — во время сухого сезона половое развитие и, как следствие, темпы размножения снижаются, а с наступлением сезона дождей возростают. Задержку полового развития может вызывать также чрезмерный выпас скота, истощающий пищевые ресурсы голубей. Несмотря на неблагоприятные воздействия засухи и чрезмерного выедания растительности, в большинстве мест какое-то количество птиц почти всегда способно к размножению, что свидетельствует, что только чрезвычайно сильная засуха может полностью остановить размножение. Такой случай был зафиксирован в местности Виндич-Спринг на западной окраине пустыни Гибсона в Западной Австралии, где дождей не было в течение 10 лет, что привело к тому, что здесь ни одна птица не была способна к размножению, в результате чего популяция сократилась до небольшой группы, жившей около не пересохшего водоёма.
Моногамы, пары образуют на всю жизнь. Перед спариванием самцы ухаживают за самками, совершая при этом демонстрационные поклоны. Демонстрационных полётов не делают. При поклонах самец распушивает свои перья, раздувает горло, поза на мгновение удерживается в нижней точке, в это время тело быстро поднимается вверх и опускается вниз, как бы подпрыгивая, при этом грудь каждый раз касается земли. Голова самца при этом наклонена вперёд, лицо обращено к земле. Находясь в таком положении или время от времени обходя самку вокруг, он взъерошивает перья, раздувает горло, поднимает и расправляет хвост, поднимает и частично расправляет крылья и наклоняется так, что направленный вниз клюв оказывается под прямым углом к земле. При этом самец спереди выглядит очень эффектно: радужные зеркальца на крыльях вспыхивают одновременно с поднимаемым и расправляемым хвостом. В этот момент зрачки его глаз сужены, что делает более заметной их золотисто-жёлтую радужку, создаётся впечатление, что глаза вот-вот вырвутся из своей «оправы» из красноватой кожи на чёрно-белом лице. Оставаясь в наклоненной позе, самец несколько раз, редко более четырёх, быстро поднимает вверх и опускает вниз всё тело, его грудь каждый раз касается земли, при этом в нижней части каждого опускания он издаёт громкое воркование. С вершины большого камня или другой небольшой возвышенности, находясь в поле зрения своей партнёрши и нескольких других особей, самец, воркуя, часто делает, по-видимому, ненаправленные поклоны, которые часто бывают менее глубокими. В неволе было замечено, как самцы кормили самок и чистили им затылок. Обычно демонстрация поклона не предшествует непосредственно копуляции, послекопуляционная демонстрация отсутствует.
Спаривание происходит на земле. Для устройства гнезда голуби под или рядом с кочкой травы, чаще всего триодии, камнем или низким кустарником выкапывают лапами в почве (в том числе каменистой) небольшое углубление диаметром около 13 см, которое они обычно, хотя и не всегда, выстилают сухой травой. Гнездятся голуби колониями, которые могут включать до 20 гнездящихся пар. Гнёзда в таких колониях могут находиться на расстоянии всего 100 м одно от другого. Располагается такая колония, как правило, также недалеко от водоёма.
Кладка обычно состоит из двух яиц. Яйца эллиптической формы, бледно-кремового, кремово-белого или белого цвета, слегка блестящие. Размеры яиц 22,9—29,7 мм × 18,8—22,1 мм. Яйца высиживают оба родителя, в течение 16—18 дней. Сидящая на гнезде взрослая птица хорошо замаскирована, её коричневая голова и верхняя часть тела очень хорошо сливаются с окружающей каменистой почвой, а чёрные полосы имитируют резкие тени, отбрасываемые травой триодией. Днём она всегда сидит на гнезде спиной к солнцу, так что передняя часть головы оказывается в тени, слегка меняя положение каждые несколько минут. При любом беспокойстве она припадает к гнезду, втянув голову и шею и прижимая длинный хохолок к спине, что ещё больше затрудняет её обнаружение.
Информации о гнездовании и развитии птенцов белобрюхих султаноносных голубей в дикой природе очень мало, все имеющиеся данные получены в результате разведения этих птиц в неволе. Так, известно, что насиживание длится 16—17 дней, днём кладку насиживает самец, самка насиживает ночью. Только что вылупившиеся птенцы равномерно покрыты длинным пухом песочного цвета, имеют серовато-рогового цвета клюв, более темный у основания, и серую субтерминальную полосу, которая темнее на верхней челюсти. Ноги телесного цвета. Размеры птенцов при вылуплении: длина крыла 9,2—9,3 мм, клюва 6,0—6,3 мм, цевки 6,0—6,2 мм, масса 4,5—4,8 г. Средний ежедневный прирост массы в течение первых 8 дней после вылупления составляет 2,0 г, далее до возраста 17 дней — 2,4 г. Птенцы покидают гнездо в возрасте 7—9 дней, следуя за родителями. Линейный рост продолжается до возраста 32 дней, а масса увеличивается до тех пор, пока им не исполнится 70 дней. Ноги к 21 дню становятся красно-коричневыми, а к 60 дням — тёмно-красными. Радужная оболочка становится жёлтой к 60-му дню. Первые признаки линьки и появление маховых перьев у птенцов начинается в возрасте примерно 76 дней, окончательно взрослое оперение начинает появляться в возрасте около 117 дней. Птенцы могут оставаться со взрослыми в течение 4—6 недель после оперения.
При разведении голубей подвида Geophaps plumifera leucogaster были получены следующие данные: в день вылупления птенец весит в среднем 3,5 г, длина крыла 10,7 мм, клюва 6,3 мм, цевки 7,1 мм. На 7-й день масса составляет 26,0 г, длина крыла — 48,9 мм, клюва — 10,0 мм, цевки — 17,3 мм было Единственным изменением в цвете мягких частей с момента вылупления является появление серого цвета на ногах. Грудь оперена, появились кроющие перья крыла, самое длинное маховое перо 31,2 мм в длину, на остальной части тела перья только появляются из стержней. На 15-й день масса составляет 43,0 г, длина крыла — 85,5 мм, клюва —13,4 мм, цевки — 20,0 мм, самое длинное хвостовое перо 34,2 мм. Цвет клюва не изменился, но радужная оболочка изменилась с тёмно-коричневого на цвет хаки, а ноги стали розовато-серыми. За исключением голого горла, оперение уже полное, с видимым хохолком, на нижней части груди видна бледная белая полоса.
В неволе обычно происходит повторное гнездование. Предполагается, что в дикой природе при наличии подходящих погодных условий голуби также могут размножаться повторно. Оставаясь сексуально активными даже в очень сухую погоду, голуби при первом же дожде могут приступать к размножению. Иногда некоторые птицы откладывают яйца в очень сухую погоду, однако неизвестно, вылупляются и выживают ли у них птенцы, если в ближайшее время не начинаются дожди, и вполне вероятно, что такие кладки не выживают.
Самостоятельными птенцы в неволе становятся в возрасте 4—6 недель.

## Классификация

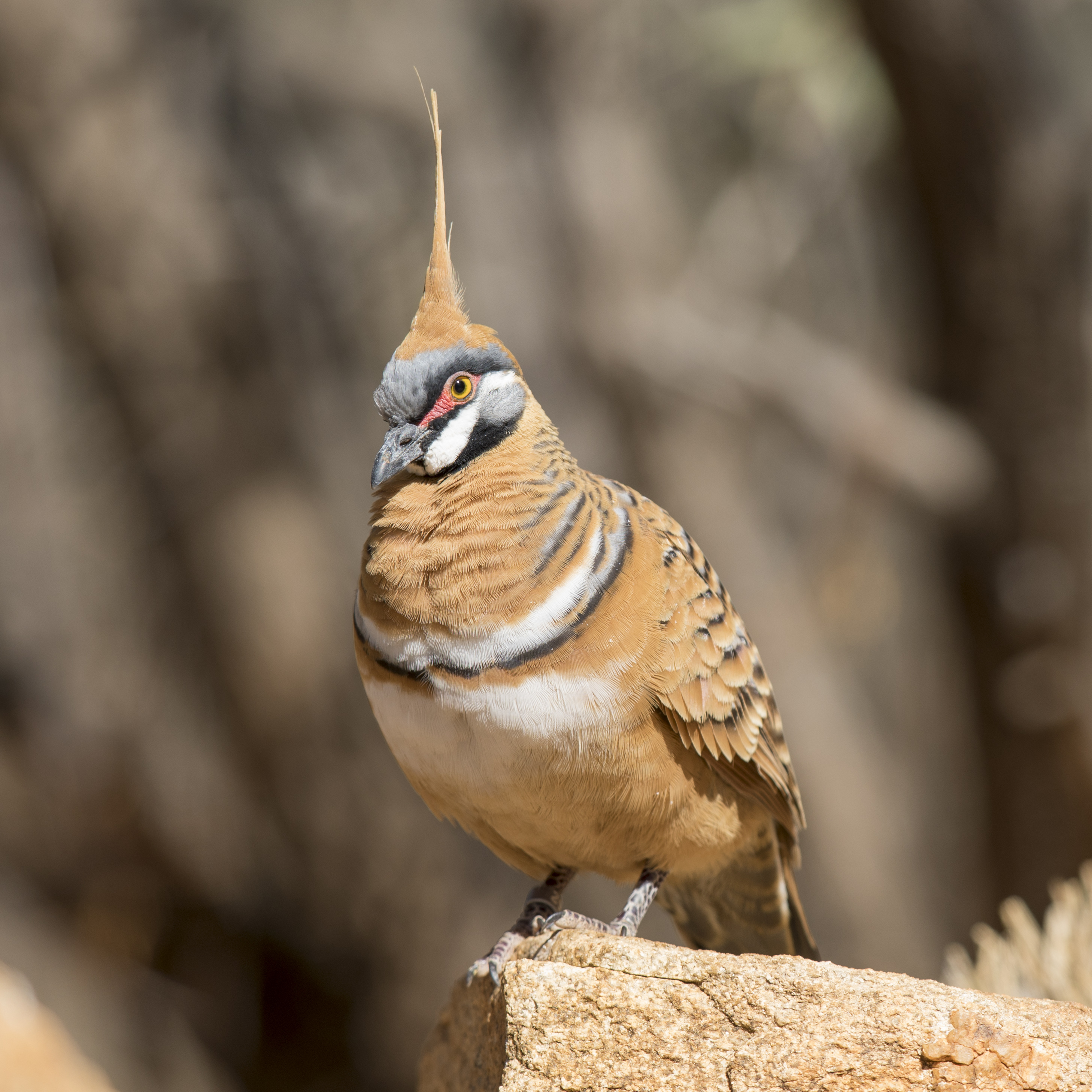
Белобрюхий султаноносный голубь номинативного подвида Geophaps plumifera plumifera

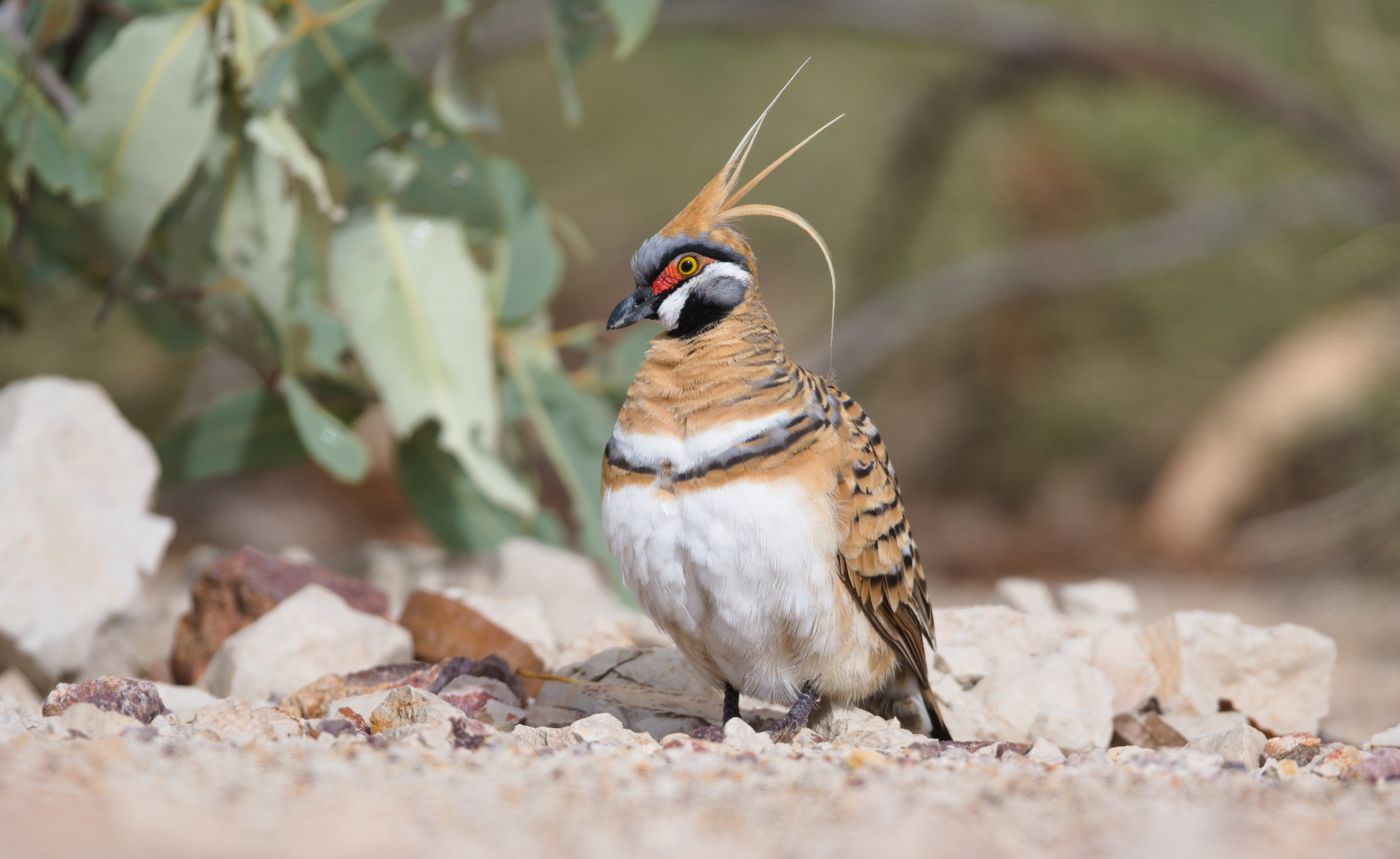
Белобрюхий султаноносный голубь подвида Geophaps plumifera leucogaster

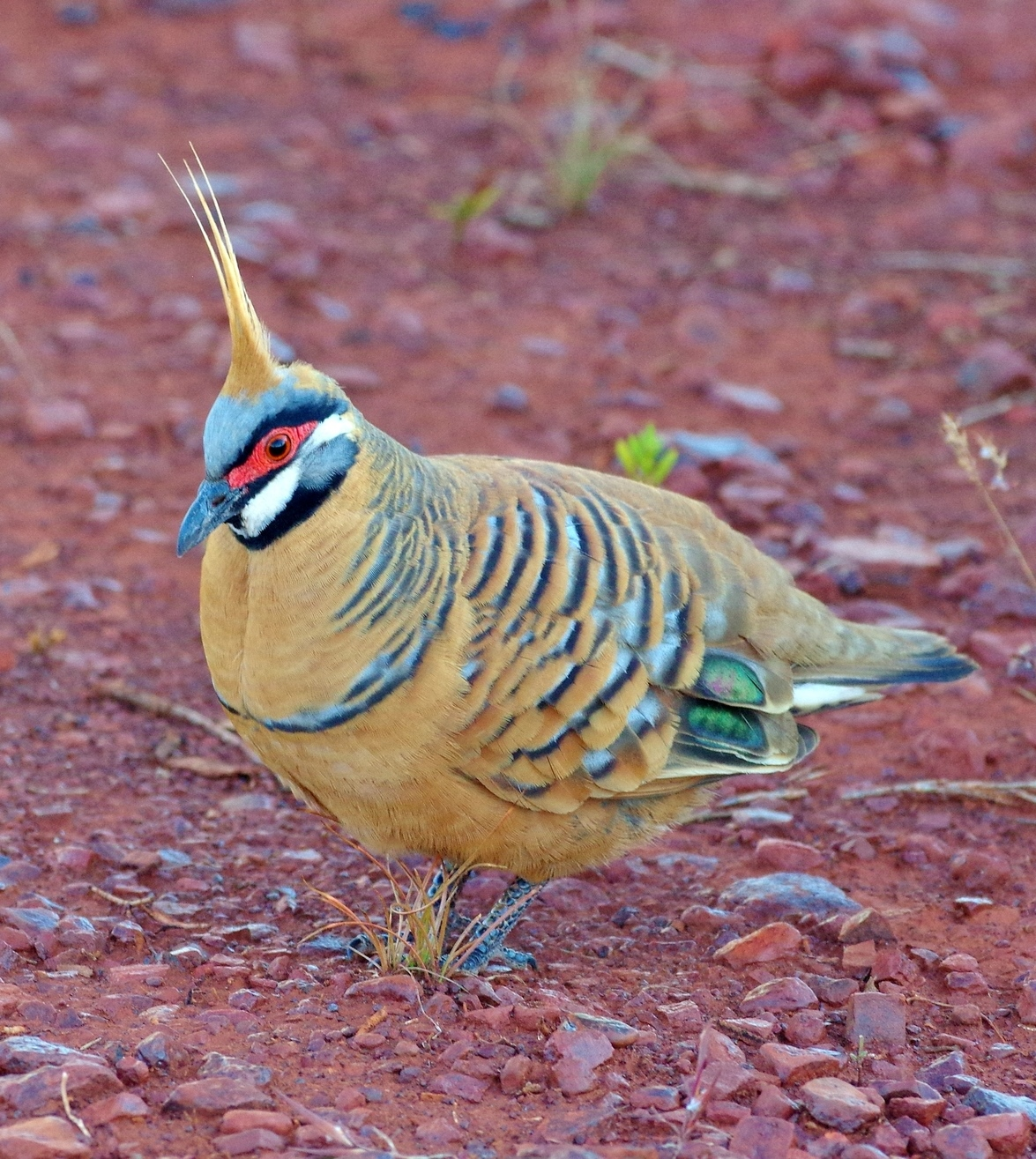
Белобрюхий султаноносный голубь подвида Geophaps plumifera ferruginea

Белобрюхий султаноносный голубь был впервые описан британским орнитологом Джоном Гульдом в 1842 году. Видовое научное название plumifera он дал птице, отметив характерную особенность её внешности — высокий хохолок на голове, оно образовано от латинских слов pluma, что означает «султан», и ferus — «несущий». Научное название роду Geophaps дал другой британский зоолог Д. Р. Грей также в 1842 году, оно образовано от греческих слов geo, означающего «земля», из-за того, что эти голуби держатся исключительно на земле, и phaps — «дикий голубь». Позднее было проведено несколько таксономических ревизий как на уровне вида, так и подвидов. Некоторое время этот вид вместе с близкими видами относили к роду каменных голубей Petrophassa. В настоящее время белобрюхий султаноносный голубь — один из трёх видов эндемичного для северной и центральной Австралии рода голубей Geophaps, который относят к трибе Phabini подсемейства Raphinae семейства голубиных. Иногда трибу Phabini выделяют в отдельное подсемейство Phabinae. В рамках рода вид Geophaps plumifera выделяют в монотипный подрод Lophophaps.
В настоящее время выделяют 3 подвида:
- Geophaps plumifera plumifera Gould, 1842 — номинативный подвид, распространённый на северо-западе Австралии: на северо-востоке штата Западная Австралия и западе Северной Территории.
- Geophaps plumifera ferruginea (Gould, 1865) — самый западный подвид, обитает на западе континента в регионе Пилбара на северо-западе Западной Австралии, по размерам немного мельче номинативного подвида[6]. Популяция, обитающая между Кимберли и Большой Песчаной пустыней выделяется в расу mungi, имеющую несколько менее рыжую окраску снизу, чем особи к юго-западу, однако она считается очень плохо дифференцированной. Некоторые орнитологи выделяют также расу proxima, распространённую на юго-западе региона Кимберли в Западной Австралии, которая является промежуточной формой между номинальным подвидом и северной популяцией Geophaps plumifera ferruginea[9].
- Geophaps plumifera leucogaster (Gould, 1867) — самый широко распространённый и наиболее восточный подвид, обитает в центре и на северо-востоке Австралии: от центральной части востока штата Западня Австралия и северо-запада Южной Австралии через южную половину Северной Территории до её северо-востока и центра и востока Квинсленда.

Образование этих трёх подвидов было связано с географической изоляцией, вызванной засушливостью из-за климатических колебаний в плейстоцене. Предполагается, что Geophaps plumifera plumifera изначально возник во внутренних районах Австралии, откуда распространился на большую часть северной и центральной Австралии в менее засушливый период. Последующая засушливость, как полагают, привела к изоляции западной группы, которая образовала подвид Geophaps plumifera ferruginea, а затем позже отделила северо-западную группу от центрально-восточной, в результате чего появились подвиды G. p. plumifera и G. p. leucogaster. В течение этого периода более длительная изоляция западной группы привела к её превращению в форму с рыже-бурым брюхом, в то время как более короткие периоды изоляции двух других групп привели к их меньшей дивергенции. Последующее улучшение климата позволило всем региональным группам расширить свои ареалы, в результате чего они в разной степени стали контактировать и гибридизироваться. Дальнейший период засушливости разорвал эти связи, оставив анклав птиц с рыже-бурым брюхом на западе Кимберли и остаточные гены птиц с рыже-бурым брюхом в западно-центральных популяциях центрально-восточной региональной группы с белым брюхом. Южная зона гибридизации, по-видимому, была уничтожена сильной засушливостью в районе пустыни Гибсона.
В настоящее время подвиды разделены обширными территориями, на которых нет скалистых холмистых местностей с постоянными источниками воды, необходимыми для этих голубей. Подвиды G. p. plumifera и G. p. ferruginea разделены Большой Песчаной пустыней, G. p. ferruginea и G. p. leucogaster разделены каменистыми равнинами и песчаными грядами пустыни Гибсона, а G. p. plumifera и G. p. leucogaster — песчаной пустыней Танами и вероятно непригодными для обитания этих голубей равнинами с кустарниками акации на севере Северной Территории.
В районе реки Фицрой на юге Кимберли находится зона гибридизации между подвидами G. p. plumifera и G. p. ferruginea. На западной оконечности этой зоны птицы коричневобрюхие с небольшим числом аллелей белобрюхости, а к юго-востоку птицы напоминают гибриды первого поколения, выведенные в неволе. Дальше на восток наблюдается постепенное увеличение белого цвета на брюхе, уменьшение интенсивности рыжего цвета на верхней части и расширение полосы на груди. Предполагается, что это происходит из-за постепенного разбавления генов G. p. ferruginea, а не из-за изменения эффективности камуфляжной окраски как ответной реакции на изменение цвета скал в предпочитаемой среде обитания. Изменения в окраске оперения в других местах также могут быть результатом адаптации к субстрату или, более вероятно, результатом эффекта интрогрессии. Птицы из окрестностей Алис-Спрингс имеют столько же коричневых пятен на белом брюхе, как и птицы из Кимберли в Западной Австралии, а птицы c юго-запада Северной Территории очень близки к G. p. ferruginea по общей окраске оперения, что может свидетельствовать о существовании в прошлом связи между этими группами через местность, которая сейчас является пустыней Гибсона. Сильные локальные вариации в окраске оперения в популяциях в районе реки Виктория на северо-западе Северной Территории, своеобразие популяции на востоке Кимберли и очень бледные птицы, часто посещающие желтоватые скалы в северо-восточном Квинсленде, указывают на существование адаптации к цвету субстрата, но предполагается также, что основные закономерности распространения и клинальных вариаций создали изоляция, расширение ареалов, гибридизация и интрогрессия.

## Основные угрозы и охрана

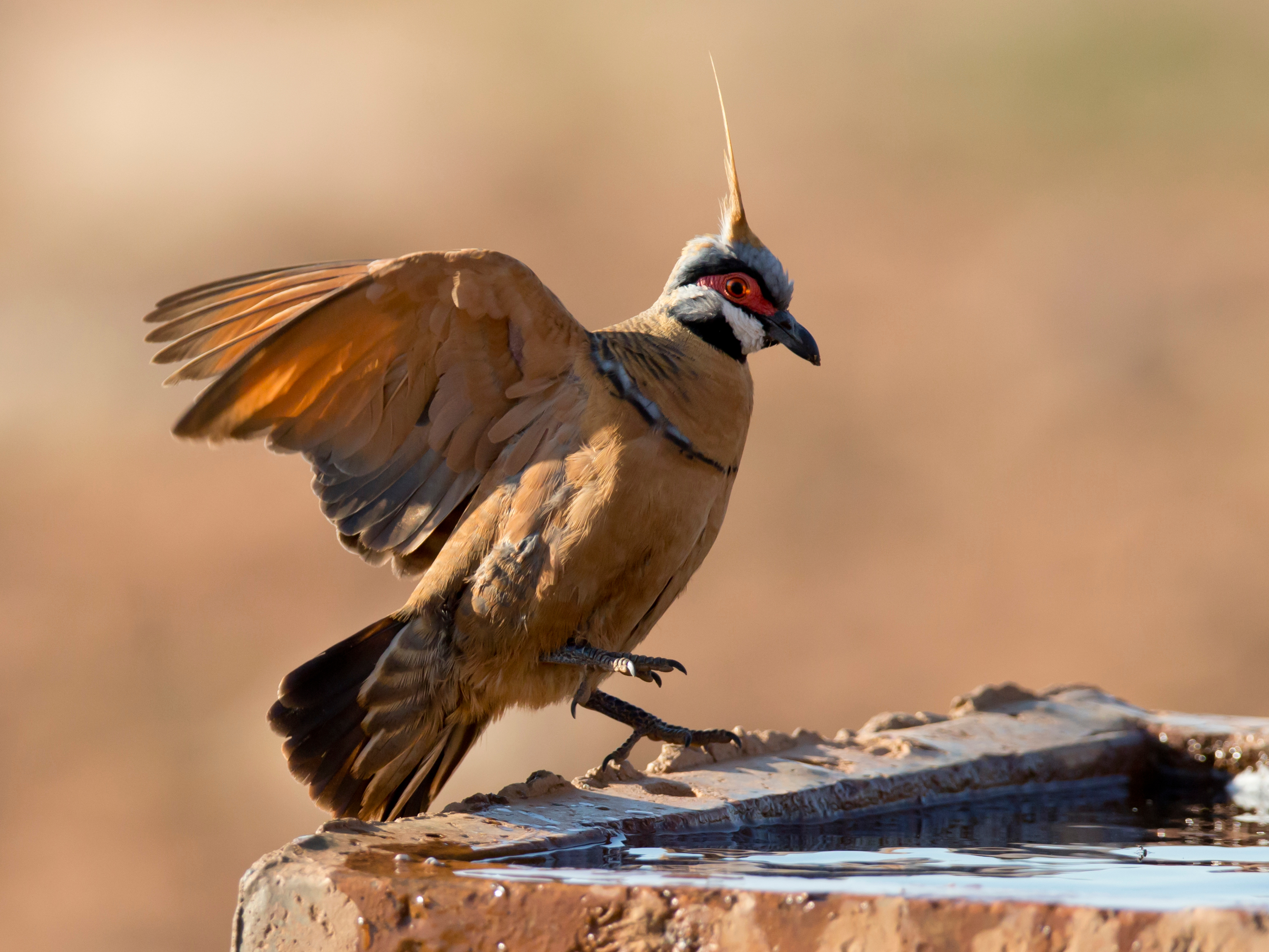
Белобрюхий султаноносный голубь, прилетевший к искусственному водопою для скота

Существуют ранние сообщения от поселенцев о том, что замена конных заводов на овцеводческие фермы изначально привела к сокращению площади подходящих местообитаний для этого вида. Другие авторы, однако, предполагают, что ареал этого вида, вероятно, расширился с момента поселения европейцев в Австралии из-за установки постоянных водопоев для скота в районах, где ранее не было поверхностных вод.

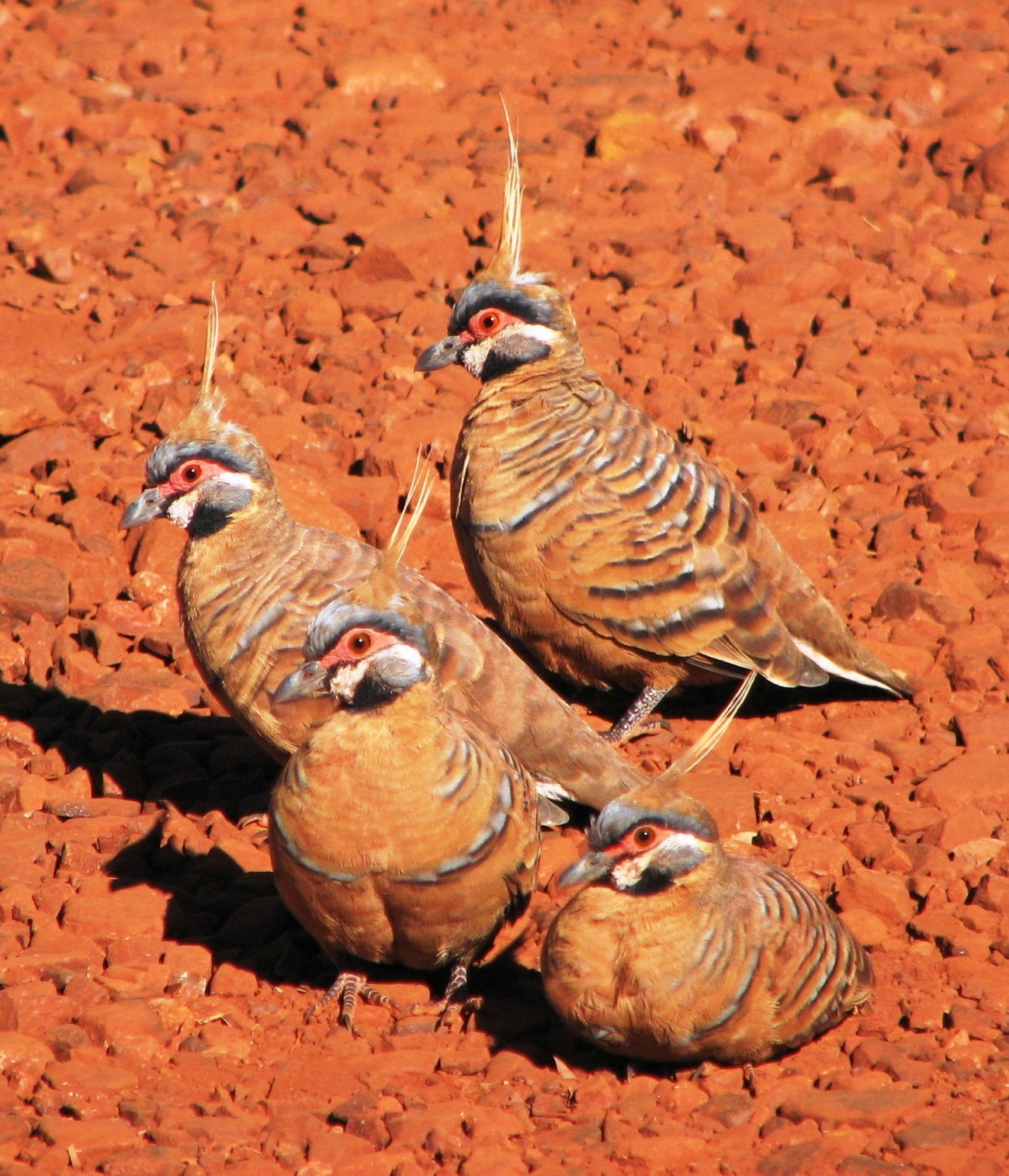
Группа белобрюхих султаноносных голубей подвида Geophaps plumifera ferruginea в национальном парке Кариджини

В настоящее время Международным союзом охраны природы и природных ресурсов белобрюхому султаноносному голубю присвоен статус вида, вызывающего наименьшие опасения, поскольку он достаточно многочисленен и обычен на большей части своего ареала, обитает в засушливых и удалённых от человеческих поселений местах. Хотя подвид Geophaps plumifera leucogaster исчез из южной части своего прежнего ареала, а на севере имеет меньшую плотность популяции, чем раньше (тем не менее, он всё ещё достаточно многочисленен и широко распространён, а его популяции в Квинсленде и на Северной Территории стабильны). Местообитания вида охраняются в нескольких природных заповедниках и национальных парках, расположенных в пределах его ареала, таких как Кариджини, Пурнулулу, Улуру — Ката-Тьюта, Буджамулла, Дайамантина, Ватаррка, Каранбирини, Ларк-Кверри, Парри-Лагунс, Карламили, Миллстрим-Чичестер, Джудбарра, Кип-Ривер, Лиммен и других.
Некоторые исследователи отмечают, что, хотя общий статус вида, по-видимому, вне опасности, опасения вызывают сокращение ареала на юге и резкое сокращение численности на востоке. Причинами сокращения популяции вероятно являются чрезмерный выпас скота, хищничество завезённых человеком лис и изменённые режимы пожаров. Кроме того, основная часть ареала в центральной Австралии и западном Квинсленде относится к регионам, наиболее пострадавшим от серии недавних засух с продолжительными периодами чрезмерно высоких температур. С 2001 года средние температуры в регионе выросли вдвое по сравнению с общим показателем по континенту, а количество осадков было значительно ниже среднего. Негативное воздействие на вид в недалёком будущем могут оказать одичавшие популяции завезённых травоядных млекопитающих, особенно верблюдов, ослов, коз и кроликов, прочно обосновавшиеся в засушливой зоне и питающиеся кормовыми растениями голубей. В то же время, исследователи отмечают, что протяженность лугов триодии очень велика, а домашний скот выпасается лишь на относительно небольших территориях.
Современные угрозы, скорее всего, включают чрезмерный выпас скота и выедание трав дикими животными, ненадлежащие режимы пожаров и повышение температуры окружающей среды, а также сокращение доступности воды из-за изменения климата.

## Содержание в неволе
Белобрюхие султаноносные голуби были популярны среди австралийских птицеводов как минимум с 1890-х годов. До 1960-х годов они были распространены в вольерах в Австралии, Европе и Северной Америке, при этом разведение их в неволе, предположительно, дополнялось регулярными поставками пойманных в дикой природе птиц из Австралии. Голубей регулярно поставляли лицензированные охотники из Квинсленда. Из-за такой доступности этих птиц уделялось мало внимания их разведению и, когда в 1960 году их лицензированный отлов в Квинсленде прекратился и экспорт этих голубей из Австралии был запрещен, произошло резкое сокращение их популяции в неволе.

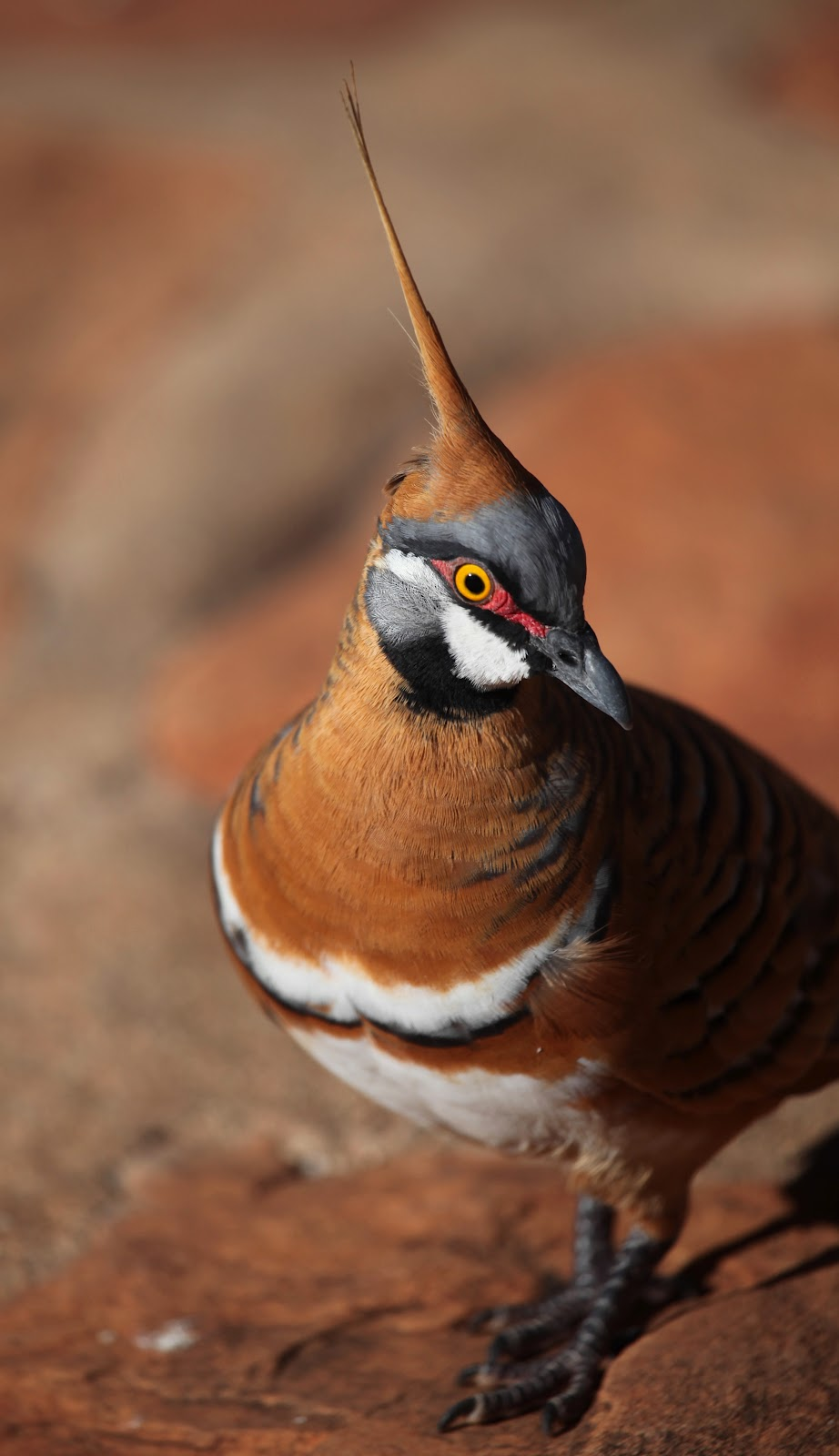
Белобрюхий султаноносный голубь в природе и в неволе всё время держится на земле, летает мало и на небольшие расстояния

В настоящее время эти птицы редко содержатся в неволе, очень мало их пар содержится за пределами Австралии. Тем не менее, несколькими специалистами-птицеводами были получены очень хорошие результаты по их разведению. Голубеводам удается разводить пары всех подвидов в маленьких и больших вольерах, однако они сталкиваются с неудачами, вызванными высоким уровнем агрессивности пар по отношению к другим видам и друг к другу, хотя уровни агрессии несколько различаются индивидуально. Каждую пару содержат в отдельном вольере, поскольку жестокие драки между самцами обычно приводят к гибели одной или обеих птиц. Драки могут происходить даже через сетку, если пары содержатся в соседних вольерах, поэтому для их предотвращения на уровне земли устанавливают барьеры, чтобы птицы не видели друг друга. С началом размножения самец часто настойчиво преследует самку, поэтому, чтобы предотвратить её травмирование, пару иногда на короткое время разделяют. Один из эффективных способов сделать это — содержать самца в течение 10 дней в клетке на полу вольера. Таким образом через визуальный контакт с самкой поддерживается связь пары. Некоторые голубеводы предполагают, что преследование самцом самки можно уменьшить, хотя и не устранить полностью, если содержать одного самца с двумя или тремя самками, или подрезать самцу крылья, а самку оставить с целыми крыльями, чтобы она могла убежать, взлетев на низкую жердочку. Однако другие в ответ замечают, что между самками также может быть агрессия, и что самки даже с целыми крыльями неохотно садятся на жердочки, когда их преследуют самцы. Наблюдаются случаи проявления агрессии и внутри пары. Так, были случаи, когда самец, какое-то время успешно и спокойно размножавшийся с самкой, без предупреждения нападал на неё, и наоборот, когда самка успешно размножающейся пары яростно нападала на самца. Агрессия также может быть направлена на других держащихся на земле птиц, поэтому при смешанном содержании птенцы других видов находятся в опасности, если они неуклюжи или медленно взлетают с земли.
В неволе пары белобрюхих султаноносных голубей могут содержаться вместе с попугаями среднего размера в вольерах размером 5,5 × 1,5 × 2,2 м, либо с более крупными в вольерах 8,0 × 1,8 × 3 м. При этом задняя часть вольера на 1,5—2 м сверху накрывается для обеспечения укрытия от солнца. На полу вольеров на значительном расстоянии один от другого высаживают кочки травы, сооружают кучу камней высотой до 30 см и кладут одно или два полые бревна. Обе птицы, особенно самец, регулярно садятся на вершину камней, чтобы поймать ранний утренний солнечный свет, а в остальное время они любят загорать на открытом пространстве на полу вольера. Птицы могут стать достаточно ручными, их может не беспокоить даже присутствие в вольере человека, однако ночью их могут беспокоить одичавшие кошки и совы, поэтому всем птицам в меньших вольерах и самцам в больших вольерах подрезают крылья, чтобы предотвратить травмы или смерть от столкновений с проволочными стенами или крышей, которые могут произойти, когда испуганные птицы резко вертикально взлетают.
Кормят белобрюхих султаноносных голубей смесью из равных количеств белого французского проса и обычного канареечного семени с небольшим количеством семян подсолнечника и очищенного овса, добавляемого зимой. В дополнение дают сухие стебли проса, зелёные злаки с семенами и цикорий. Всё это птицы охотно едят. При выращивании птенцов предпочтительна смесь из 3 частей панировочных сухарей, 1 части смеси для выращивания насекомых, 1 части сваренного вкрутую яйца и 1 части постного рубленого стейка, всё перемешивается и перемалывается до состояния крошек. Голуби не едят мучных червей, но охотно ловят летающих термитов, которые залетают в вольеры, когда их рои появляются после дождя. Наблюдались случаи, когда самки откладывали яйца с мягкой или тонкой скорлупой, а также когда поедались яйца из собственной кладки, в основном самцами, что может свидетельствовать о дефиците кальция. Поэтому рекомендуется, чтобы птицы в неволе имели доступ к различным источникам кальция. Если голубям в неволе дают большое количество жирной пищи, они склонны к ожирению, поэтому более низкое содержание жира в куриных стартовых кормах делает их более подходящими для рациона, чем стартовые корма для индеек, если кормить ими голубей.
В неволе самки белобрюхих султаноносных голубей часто откладывают яйца, но не высиживают их. Хотя это происходит чаще, если предпочтительные места для гнездования рядом с травяной кочкой, камнем или бревном недоступны, это происходит даже тогда, когда, казалось бы, есть идеальное укрытие. В таких случаях их яйца могут подкладывать для высиживания птицам других видов, таких как дикая смеющаяся горлица. Некоторые самки откладывают яйца непосредственно на голую землю, даже перемещая их во время высиживания, но большинство выкапывают небольшое углубление в почве и выстилают его несколькими стеблями травы. Некоторые птицеводы для устройства голубями гнезда устанавливают в углах в прикрытой сверху части вольера подстилки из хорошо утрамбованной соломы. В этом субстрате птицы также делали глубокую ямку, которую выстилали мелкой травой. В течение первых нескольких дней после вылупления птенцов родители постоянно их насиживают. Примерно на 5—6-й день птенцы становятся подвижными, перемещаются по вольеру в сопровождении родителей, которые стараются насиживать их как только те останавливаются. Примерно через 10 дней родители насиживают птенцов только ночью, а примерно через 15 дней, когда птенцы полностью оперяются, насиживание полностью прекращается. В это время птенцы старательно маскируются и замирают среди растительности, если их потревожить. Примерно через 3 недели, когда они становятся полностью независимыми, молодых птиц пересаживают в другой вольер, чтобы избежать возможной агрессии со стороны родителей, особенно если начнется повторное гнездование.
Хотя в дикой природе есть зона гибридизации между подвидами белобрюхих султаноносных голубей, в неволе их скрещивать не рекомендуется. Подвиды хорошо дифференцированы, поэтому в вольерах рекомендуется содержать их без смешивания. Известна гибридизация белобрюхого султаноносного голубя с близким видом — куропатковым каменным голубем, их гибрид напоминает небольшого куропаткового каменного голубя с хохолком, как у белобрюхого султаноносного голубя.
Мутаций у белобрюхого султаноносного голубя не зафиксировано, но у некоторых содержащихся в неволе птиц последовательные линьки приводят к увеличению отложения в перьях меланина, особенно на голове, в результате чего вся макушка и хохолок становятся сине-серыми, однако, связано ли это с питанием, не установлено.